# Haustür (Lechmühlen)

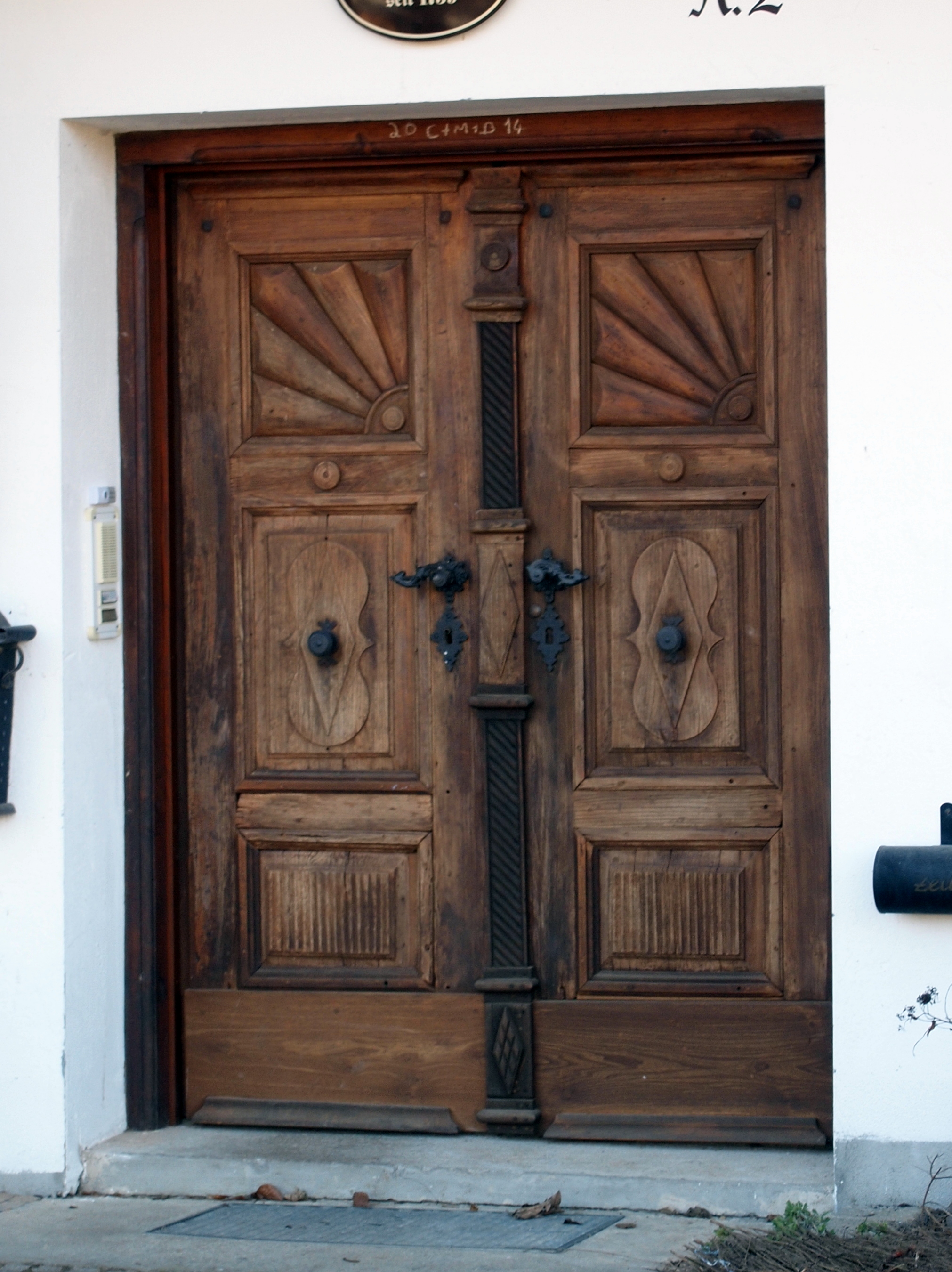
Haustür in Lechmühlen

Die Haustür in Lechmühlen, einem Gemeindeteil von Fuchstal im oberbayerischen Landkreis Landsberg am Lech, wurde um 1759 geschaffen. Die Haustür an der südlichen Giebelseite der ehemaligen Schmiede mit der Adresse Lechmühlen 2 ist ein geschütztes Baudenkmal.
Die hölzerne Tür mit zwei Flügeln besitzt sechs Türfüllungen mit ornamentalen Schnitzereien.